# Shaowu
Shaowu is een stad in de provincie Fujian van China. Shaowu ligt in de prefectuur Nanping. De stad heeft ongeveer 300.000 inwoners. Shaowu is ook een arrondissement. Shaowu is de zetel van een prefectuur van de rooms-Katholieke Kerk.